# Engelstrupsten

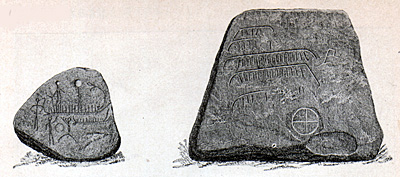
Felsritzungen von Engelstrup (links) und Herrestrup

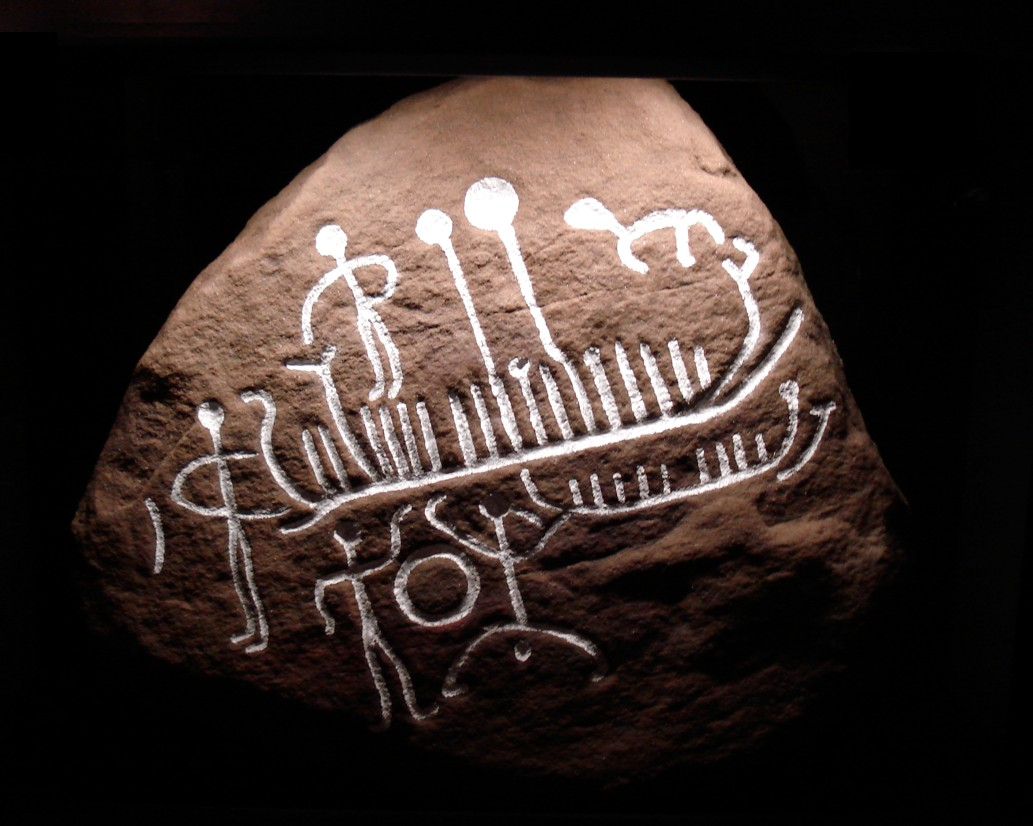
Replik des Felsbildsteins von Engelstrup

Der Engelstrupsten war lange die bekannteste bronzezeitliche Felsritzung in Dänemark. Sie wurde im 19. Jahrhundert im Odsherred, fünf Kilometer östlich von Asnæs by auf Seeland gefunden. Sie befindet sich auf einem Findling, der im Nationalmuseum in Kopenhagen gezeigt wird. 
Neben einem großen und einem kleineren Schiff sind ein Tier und vier menschliche Figuren eingeritzt. Die Besatzungen der Schiffe sind als Striche angedeutet. Zwei in runden Punkten endende Striche werden als Luren interpretiert. Im unteren Teil sind mit erhobenen Armen ein Mann und eine breitbeinige Frau dargestellt, zwischen denen sich ein großer Ring befindet. Die Frau, bzw. das weibliche Geschlecht oder die möglicherweise dargestellte Göttin, wird hier durch lange Haare und ein kleines Schälchen zwischen den Beinen gekennzeichnet.